# Valentine (film)
Valentine är en amerikansk skräckfilm från 2001 som utspelar sig runt Alla hjärtans dag. Filmen handlar om ett kompisgäng unga kvinnor som blir färre och färre. 

## Handling
'Det är Alla hjärtans dag - Skolbalen, år 1988:'Jeremy Melton får "nej" av alla tjejer han försöker bjuda upp utom en: Dorothy. Efter dansen går de ut för att vara ensamma. Men Jeremys mobbare upptäcker dem. Dorothy anklagar Jeremy för att ha överfallit henne. Mobbarna tar av Jeremys kläder och slår honom inför hela skolan.
År 2001: Vi ser fem tjejer i gymnastiksalen, i vilken 12 år tidigare skolbalen ägde rum. De fem tjejerna är: Kate, Paige, Shelly, Lily och Dorothy. Efter en dejt med en man får en av tjejerna ett Alla hjärtans dag- kort med ett dödshot. En efter en blir de mördade av en mask-försedd mördare...

## Om filmen
Valentine regisserades av Jamie Blanks. Filmen är löst baserad på skräckromanen "Valentine" av Tom Savage.

## Rollista
| Denise Richards  | – Paige Prescott        |
| David Boreanaz   | – Adam Carr             |
| Marley Shelton   | – Kate Davies           |
| Jessica Capshaw  | – Dorothy Wheeler       |
| Jessica Cauffiel | – Lily Voight           |
| Katherine Heigl  | – Shelley Fisher        |
| Hedy Burress     | – Ruthie Walker         |
| Fulvio Cecere    | – Detective Leon Vaughn |
| Daniel Cosgrove  | – Campbell Morris       |
| Johnny Whitworth | – Max Raimi             |
| Woody Jeffreys   | – Brian                 |
| Adam Harrington  | – Jason Marquette       |
| Claude Duhamel   | – Gary Taylor           |
| Wyatt Page       | – Evan Wheeler          |
| Benita Ha        | – Kim Wheeler           |

## Hemsida
Den officiella hemsidan är originell med ett halvgenomskinligt digitalt hjärta som svävar över andra bilder och till och med text. Efter ett intro (med ljudspår) blir det inte tydligt hur man tar sig vidare. Den som lyckas komma in på hemsidans huvudsakliga innehåll hittar bland annat en navigerbar karta över en byggnad som förekommer i filmen.